# Список глав Ливии
Список глав Ливии включает лиц, являвшихся главой государства Ливии со времени провозглашения 24 декабря 1951 года независимости Объединённого Королевства Ливия, пришедшего на смену британским (Триполитания и Киренаика) и французской (Феццан) подопечным территориям ООН.
В настоящее время главой государства является Председатель Президентского совета Правительства национального единства (араб. رئيس المجلس الرئاسي لحكومة الوحدة الوطنية‎). В 2014 году в ходе гражданской войны в стране сложилось двоевластие: международно-признанная легитимная Палата представителей и оппозиционный Всеобщий национальный конгресс претендовали на власть в Ливии. 17 декабря 2015 года между враждующими сторонами было подписано соглашение, в соответствии с которым создавалось временное правительство под руководством Президентского совета, председатель которого являлся главой государства.
Использованная в первом столбце таблиц нумерация является условной; также условным является использование в первом столбце цветовой заливки, служащей для упрощения восприятия принадлежности лиц к различным политическим силам без необходимости обращения к столбцу, отражающему партийную принадлежность. Наряду с партийной принадлежностью, в столбце «Партия» также отражён беспартийный статус персоналий. В столбце «Выборы» отражены основания получения полномочий. Для удобства список разделён на принятые в историографии периоды истории страны. Приведённые в преамбулах к каждому из разделов описания этих периодов призваны пояснить особенности её политической жизни.

## Королевство Ливия (1951—1969)
27 сентября 1911 года Итальянское королевство предъявило Османской империи, владевшей Ливией с 1551 года, ультиматум с требованием дать согласие на оккупацию Триполитании и Киренаики. Не дождавшись ответа, Италия объявила Турции войну. 18 октября 1912 года между враждующими странами был подписан Лозаннский мирный договор, в соответствии с которым Османская империя отказывалась от всех прав на североафриканские провинции, которые переходили под контроль Италии. В ходе Второй мировой войны британские войска заняли Бенгази и Триполи. К февралю 1943 года Триполитания и Киренаика были под управлением военной администрации Великобритании, а Феццан — Франции. Согласно мирному договору с Италией, заключённому в 1947 году, последняя отказывалась от прав владения африканскими колониями в пользу Великобритании и Франции. Будущее подопечной территории в течение года должны были решить великие державы (Франция, Великобритания, США, СССР). Не прийдя к приемлемому соглашению, решение было принято ООН: 21 ноября 1949 года Генассамблея ООН проголосовала за предоставление Ливии независимости не позднее 1 января 1952 года. В ноябре 1950 года было созвано Национальное учредительное собрание Ливии, принявшее 7 октября 1951 года конституцию.
24 декабря 1951 года государство провозглашено независимым Объединённым королевством Ливия (араб. المملكة الليبية المتحدة‎), в которое на правах автономии вошли все три провинции. Королевство являлось конституционной монархией. В стране был создан парламент, состоящий из двух палат: Палаты представителей и Сената. Законодательная инициатива могла исходить как от парламента, так и от короля. Король обладал правом вето и правом роспуска парламента. В 1953 и 1954 годах Ливия заключила соглашения с США и Великобританией, в соответствии с которым последние размещали в стране военные базы. Однако в 1959 году в Ливии были обнаружены крупные запасы нефти, позволившие правительству отказаться от иностранной помощи. Из страны были выведены американские и британские военные базы. В 1963 году страна была провозглашена унитарным Королевством Ливия (араб. المملكة الليبية‎). В 1964 году возникла антимонархическая военная организация «Свободные офицеры — юнионисты-социалисты» (СОЮС). В сентябре 1969 года СОЮС во главе с Муаммаром Каддафи совершили в стране государственный переворот, свергнув короля и провозгласив Ливию республикой.
| Портрет        | Имя (годы жизни)                                                                                                  | Полномочия      | Полномочия                                         | Династия               | Особенности титула                                                       | Пр.               |
| Портрет        | Имя (годы жизни)                                                                                                  | Начало          | Окончание                                          | Династия               | Особенности титула                                                       | Пр.               |
| -------------- | --- | --------------- | -------------------------------------------------- | ---------------------- | ------------------------------------------------------------------------ | ----------------- |
|                | Идрис I (1890—1983) араб. إدريس الأول‎ (урожд. Мухаммед Идрис аль-Махди ас-Сенуси араб. محمد إدريس المهدي السنوسي‎) | 24 декабря 1951 | 27 апреля 1963                                     | Сенуситы араб. السنوسي‎ | Король Объединённого королевства Ливия араб. ملك المملكة الليبية المتحدة‎ | [ 4 ] [ 5 ] [ 6 ] |
| 27 апреля 1963 | Идрис I (1890—1983) араб. إدريس الأول‎ (урожд. Мухаммед Идрис аль-Махди ас-Сенуси араб. محمد إدريس المهدي السنوسي‎) | 1 сентября 1969 | Король Королевства Ливия араб. ملك المملكة الليبية‎ | Сенуситы араб. السنوسي‎ |                                                                          | [ 4 ] [ 5 ] [ 6 ] |

## Ливийская Арабская Республика (1969—1977)
В ночь с 31 августа на 1 сентября 1969 года «Свободные офицеры — юнионисты-социалисты» (СОЮС) во главе с капитаном Муаммаром Каддафи совершили в стране государственный переворот, свергнув короля и арестовав королевскую семью. Аресту подверглись и ряд высших офицеров и члены правительства. Вся полнота государственной власти перешла к Совету революционного командования (СРК) под председательством Каддафи. Страна провозглашалась Ливийской Арабской Республикой (араб. الجمهورية العربية الليبية‎). Новое название страны подтверждено изданной 11 декабря Конституционной декларацией. В марте 1972 года в Ливии была создана массовая политическая партия Арабский социалистический союз, возглавленная Каддафи. Муаммар Каддафи объявил главной целью правительства уменьшить зависимость Ливии от иностранного влияния. Для общего управления был создан Совет министров; парламент ликвидирован, а функции законодательного органа взял на себя СРК. В сентябре 1973 года СРК принял закон о национализации иностранных нефтяных компаний (в собственность государства перешёл 51 % акций всех зарубежных нефтяных компаний). В 1974 году СРК принял ряд законов, основывающихся на нормах шариата. В 1977 году утверждено новое название страны — «Социалистическая Народная Ливийская Арабская Джамахирия».
|        | Портрет                        | Имя (годы жизни)                                                                                 | Полномочия      | Полномочия   | Партия  | Наименование должности                                                       | Пр.                |
| Начало | Портрет                        | Имя (годы жизни)                                                                                 | Окончание       |              | Партия  | Наименование должности                                                       | Пр.                |
| ------ | ------------------------------ | ------------------------------------------------------------------------------------------------ | --------------- | ------------ | ------- | ---------------------------------------------------------------------------- | ------------------ |
| 1 (I)  |                                | Муаммар Мухаммед Абу Миньяр аль-Каддафи (1942—2011) араб. محمد معمر عبد السلام أبو منيار القذافي‎ | 1 сентября 1969 | 2 марта 1977 | военный | Председатель Совета революционного командования араб. رئيس مجلس قيادة الثورة‎ | [ 8 ] [ 9 ] [ 10 ] |
|        | Арабский социалистический союз | Муаммар Мухаммед Абу Миньяр аль-Каддафи (1942—2011) араб. محمد معمر عبد السلام أبو منيار القذافي‎ | 1 сентября 1969 | 2 марта 1977 |         | Председатель Совета революционного командования араб. رئيس مجلس قيادة الثورة‎ | [ 8 ] [ 9 ] [ 10 ] |

## Социалистическая Народная Ливийская Арабская Джамахирия (1977—1986)
2 марта 1977 года на чрезвычайной сессии Общенационального конгресса Арабского социалистического союза была принята Декларация об установлении власти народа, утвердившая новое название страны — Социалистическая Народная Ливийская Арабская Джамахирия (араб. الجماهيرية العربية الليبية الشعبية الاشتراكية‎. Согласно декларации, Конгресс переименовывался во Всеобщий народный конгресс (ВНК), за которым закреплялись функции парламента. Исполнительным органом власти (правительством) становился Высший народный комитет. Коран провозглашался «основным законом общества», прекращалось действие Конституционной декларации 1969 года. Декларация 1977 года также устанавливала «прямую народную демократию», при которой управление должно было осуществляться через местные народные собрания и гражданские организации. На создаваемые с ноября Революционные комитеты возлагалось воплощение в жизнь принятых руководством важнейших решений в политических и социально-экономических областях.
На чрезвычайном заседании ВНК 2 марта 1979 года Каддафи и другие пять членов Генерального секретариата вышли из него, образовав Революционное руководство Ливии, сосредоточившее в своих руках реальную политическую власть в стране. С 1979 года и до своего свержения в 2011 году Каддафи продолжал де-факто являться главой государства, приняв почётное звание Братского вождя и руководителя революции. В 1973 году Ливия, воспользовавшись гражданской войной в Чаде, установила контроль над спорной территорией двух государств — полосой Аузу. В 1976 году страна официально аннексировала эту территорию. Однако потерпев поражение в войне, Ливия согласилась в 1987 году сесть за стол переговоров о принадлежности спорной территории. В 1994 году полоса Аузу была возвращена Чаду. В 1986 году США выдвинули обвинения в адрес Ливии в организации теракта на дискотеке в Западном Берлине, унёсшем жизни двух американских военнослужащих. В ночь на 15 апреля американская авиация в рамках операции «Каньон Эльдорадо» нанесла удары по военным объектам в Ливии. В том же месяце название страны было изменено на «Великую Социалистическую Народную Ливийскую Арабскую Джамахирию».
|        | Портрет | Имя (годы жизни)                                                                                 | Полномочия      | Полномочия      | Партия       | Наименование должности                                                               | Пр.    |
| Начало | Портрет | Имя (годы жизни)                                                                                 | Окончание       |                 | Партия       | Наименование должности                                                               | Пр.    |
| ------ | ------- | ------------------------------------------------------------------------------------------------ | --------------- | --------------- | ------------ | ------------------------------------------------------------------------------------ | ------ |
| 1 (II) |         | Муаммар Мухаммед Абу Миньяр аль-Каддафи (1942—2011) араб. محمد معمر عبد السلام أبو منيار القذافي‎ | 2 марта 1977    | 2 марта 1979    | беспартийный | Генеральный секретарь Всеобщего народного конгресса араб. أمين عام مؤتمر الشعب العام‎ | [ 8 ]  |
| 2      |         | Абдул Ати аль-Обейди (1939—2023) араб. عبد العاطي العبيدي‎                                        | 2 марта 1979    | 7 января 1981   | беспартийный | Генеральный секретарь Всеобщего народного конгресса араб. أمين عام مؤتمر الشعب العام‎ | [ 11 ] |
| 3      |         | Мухаммед аз-Зарук Раджаб (1940—) араб. محمد الزروق رجب‎                                           | 7 января 1981   | 15 февраля 1984 | беспартийный | Генеральный секретарь Всеобщего народного конгресса араб. أمين عام مؤتمر الشعب العام‎ | [ 12 ] |
| 4 (I)  |         | Мифтах аль-Уста Омар (1935—2010) араб. مفتاح الأسطى عمر‎                                          | 15 февраля 1984 | 2 марта 1986    | беспартийный | Генеральный секретарь Всеобщего народного конгресса араб. أمين عام مؤتمر الشعب العام‎ | [ 12 ] |

## Великая Социалистическая Народная Ливийская Арабская Джамахирия (1986—2011)
В апреле 1986 года было утверждено новое название страны — Великая Социалистическая Народная Ливийская Арабская Джамахирия (араб. الجماهيرية العربية الليبية الشعبية الإشتراكية العظمى‎). В ноябре 1991 года США, Франция и Великобритания обвинили Ливию в причастности к взрывам американского и французского гражданских авиалайнеров. В апреле 1992 года Совбез ООН ввёл против страны санкции, однако летом 1998 года приостановил их действие, при условии выдачи ливийским правительством обвиняемых. В 1995 году Каддафи, в знак недовольства соглашением между Организацией освобождения Палестины и Израилем, выслал из Ливии 30 тысяч проживавших там палестинцев. В 2002 году Каддафи признал вину за теракт над Шотландией и объявил о выплате родственникам погибших денежной компенсации, в 2004 году — за теракт в Западном Берлине. В июне 2003 года на сессии ВНК Каддафи объявил, что правительство Ливии взяло курс на построение «народного капитализма». В стране началась приватизация нефтяной отрасли промышленности, составляющей основу национальной экономики. В марте 2008 года Каддафи объявил о реорганизации правительства и переходе к прямому распределению среди граждан доходов от продаж нефти (каждой ливийской семье выплачивалось 5 тыс. динаров). В 2011 году на фоне Арабской весны в Ливии начались массовые протесты, перешедшие в гражданскую войну. В августе все законодательные законы, в том числе закон, утвердивший прежнее название страны, отменялись, а принятая Конституционная декларация изменила название страны на «Ливию».
|        | Портрет | Имя (годы жизни)                                                      | Полномочия     | Полномочия      | Партия       | Наименование должности                                                           | Пр.    |
| Начало | Портрет | Имя (годы жизни)                                                      | Окончание      |                 | Партия       | Наименование должности                                                           | Пр.    |
| ------ | ------- | --------------------------------------------------------------------- | -------------- | --------------- | ------------ | -------------------------------------------------------------------------------- | ------ |
| 4 (I)  |         | Мифтах аль-Уста Омар (1935—2010) араб. مفتاح الأسطى عمر‎               | 2 марта 1986   | 7 октября 1990  | беспартийный | Генеральный секретарь Всеобщего народного конгресса араб. أمين مؤتمر الشعب العام‎ | [ 12 ] |
| 5      |         | Абдул Раззак ас-Сауса (1933—2016) араб. عبد الرزاق الصوصاع‎            | 7 октября 1990 | 18 ноября 1992  | беспартийный | Генеральный секретарь Всеобщего народного конгресса араб. أمين مؤتمر الشعب العام‎ | [ 14 ] |
| 6      |         | Аз-Занати Мухаммед аз-Занати (1937—) араб. الزناتي محمد الزناتي‎       | 18 ноября 1992 | 3 марта 2008    | беспартийный | Генеральный секретарь Всеобщего народного конгресса араб. أمين مؤتمر الشعب العام‎ | [ 12 ] |
| 7      |         | Мифта Мухаммед ас-Сенуси Кебба (1942—) араб. مفتاح محمد السنوسي كعيبة‎ | 3 марта 2008   | 5 марта 2009    | беспартийный | Генеральный секретарь Всеобщего народного конгресса араб. أمين مؤتمر الشعب العام‎ | [ 14 ] |
| 8      |         | Имбарек Абдаллах аль-Шамех (1950—) араб. أمبارك عبدالله الشامخ‎        | 5 марта 2009   | 26 января 2010  | беспартийный | Генеральный секретарь Всеобщего народного конгресса араб. أمين مؤتمر الشعب العام‎ | [ 15 ] |
| 9      |         | Мухаммед Абул-Касим аз-Зваи (1952—) араб. محمد ابو القاسم الزوى‎       | 26 января 2010 | 10 августа 2011 | беспартийный | Генеральный секретарь Всеобщего народного конгресса араб. أمين مؤتمر الشعب العام‎ | [ 16 ] |

## Гражданская война и двоевластие (с 2011)
15 февраля 2011 года в городе Бенгази на фоне «арабской весны» вспыхнули акции протеста с требованием отставки Муаммара Каддафи, правившего страной с 1969 года. Примеру Бенгази последовали другие города. К концу месяца мятежникам удалось взять контроль над всей Киренаикой. 5 марта для управления контролируемой территории в Бенгази был создан Переходный национальный совет (ПНС), состоявший в оппозиции правительственным органам Ливии. В ходе гражданской войны в стране сложилось двоевластие. 17 марта Совбез ООН принял Резолюцию 1973, санкционировавшую иностранное военное вмешательство. 19 марта Франция нанесла авиаудары по силам Каддафи, 23 марта началась полномасштабная военная интервенция НАТО. В ходе войны 3 августа ПНС принял Конституционную декларацию, обнародованную 10 августа. Согласно декларации, вся полнота государственной власти передавалась Совету, который становился высшим законодательным органом (ст. 17). Все законодательные акты, изданные ВНК, в том числе закон, утвердивший прежнее название страны, отменялись, а принятая декларация изменила название страны на Ливию (араб. ليبيا‎). 20 октября после битвы за город Сирт свергнутый Каддафи был схвачен и казнён повстанцами. Через три дня ПНС объявил о прекращении гражданской войны. 31 октября завершилась операция НАТО.
В январе 2012 года была создана Высшая национальная избирательная комиссия, главной целью которой была организация проведения выборов во Всеобщий национальный конгресс (ВНК), призванный заменить ПНС в качестве высшего законодательного органа власти в стране. Первоначально выборы были назначены на июнь, однако позже перенесены на июль. 8 августа в Триполи состоялось учредительное заседание новоизбранного парламента, на котором ПНС передал власть в Ливии Конгрессу, после чего объявил о самороспуске. ВНК должен был сформировать новое правительство и подготовить проект Конституции. 21 января 2013 года постановлением Конгресса утверждено новое название страны — Государство Ливия (араб. دولة ليبيا‎). В июне 2014 года состоялись выборы в Палату представителей — новый законодательный орган в Ливии. 4 августа ВНК передал полномочия парламента Палате представителей, после чего распустился. Председатель самораспустившегося ВНК Нури Абу Сахмейн вместе с кандидатами, потерпевшими поражение на июньских выборах, создали Новый Всеобщий национальный конгресс (НВНК), состоявший в оппозиции легитимной Палате представителей, заседавшей в Тобруке. С помощью вооружённых группировок НВНК взял под контроль столицу Ливии — Триполи. При НВНК было сформировано Правительство национального спасения. В стране вновь сложилось двоевластие, началась вторая гражданская война.
17 декабря 2015 года при содействии ООН враждующие стороны подписали в Схирате (Марокко) мирное соглашение. Согласно условиям соглашения, будет сформировано временное правительство — Правительство национального согласия (ПНС), а при нём, с целью проведения президентских выборов в течение двух лет, высший исполнительный орган власти — Президентский совет; Палата представителей продолжит являться законодательным органом (парламентом); консультативным органом станет Высший государственный совет, сформированный из членов, назначенных НВНК; сам НВНК будет распущен. Фаиз Сарадж, избранный главой правительства и Президентского совета, приступил к исполнению обязанностей в Тунисе. 30 марта 2016 года ас-Сарадж прибыл в Триполи. 5 апреля, как и планировалось, Правительство национального спасения передало свои полномочия Президентскому совету и вместе с НВНК распустилось. Палата представителей трижды отклоняла предложение по составу ПНС и, в целом, признавала Схиратское соглашение не легитимным, а вскоре и вовсе отказалась от сотрудничества с ПНС, сформировав собственное правительство в Торбруке. Ливийская национальная армия (ЛНА), подчиняющаяся Палате представителей, продолжила войну с Ливийской армией ПНС. 23 октября 2020 года между представителями ЛНА и Ливийской армии подписано соглашение о постоянном прекращении огня — вторая гражданская война завершилась. 5 февраля 2021 года в Женеве на заседании Форума политического диалога Ливии Мухаммед Юнис аль-Манфи был избран новым председателем Президентского совета, с тех пор возглавляющего Правительство национального единства (ПНЕ), председателем (премьер-министром) которого избран Абдель Хамид ад-Дбейба. 10 марта аль-Манфи утверждён Палатой представителей, вступив в должность в тот же день.
|        | Портрет | Имя (годы жизни)                                                                | Полномочия      | Полномочия     | Партия             | Выборы       | Наименование должности                                                                                                  | Пр.    |
| Начало | Портрет | Имя (годы жизни)                                                                | Окончание       |                | Партия             | Выборы       | Наименование должности                                                                                                  | Пр.    |
| ------ | ------- | ------------------------------------------------------------------------------- | --------------- | -------------- | ------------------ | ------------ | --- | ------ |
| 10     |         | Мустафа Мухаммед Абдель Джалиль Фадиль (1952—) араб. مصطفى محمد عبد الجليل فضيل‎ | 10 августа 2011 | 8 августа 2012 | беспартийный       | [ комм. 3 ]  | Председатель Переходного национального совета араб. رئيس المجلس الوطني الانتقالي‎                                        | [ 23 ] |
| и. о.  |         | Мухаммед Али Салим (1935—) араб. محمد علي سليم‎                                  | 8 августа 2012  | 9 августа 2012 | беспартийный       | [ комм. 6 ]  | Председатель Всеобщего национального конгресса араб. رئيس المؤتمر الوطني العام‎                                          | [ 24 ] |
| 11     |         | Мухаммед Юсуф аль-Макриф (1940—) араб. محمد يوسف المقريّف‎                        | 9 августа 2012  | 28 мая 2013    | Национальный фронт | [ комм. 8 ]  | Председатель Всеобщего национального конгресса араб. رئيس المؤتمر الوطني العام‎                                          | [ 25 ] |
| и. о.  |         | Джума Ахмед Атига (1950—) араб. جمعة أحمد عتيقة‎                                 | 28 мая 2013     | 25 июня 2013   | беспартийный       | [ комм. 9 ]  | Первый заместитель председателя Всеобщего национального конгресса араб. نائب أول لرئيس المؤتمر الوطني العام‎             | [ 26 ] |
| 12     |         | Нури Али Абу Сахмейн (1956—) араб. نوري علي أبو سهمين‎                           | 25 июня 2013    | 4 августа 2014 | беспартийный       | [ комм. 11 ] | Председатель Всеобщего национального конгресса араб. رئيس المؤتمر الوطني العام‎                                          | [ 27 ] |
| и. о.  |         | Абу Бакр Мустафа Байра (1941—) араб. أبو بكر مصطفی بعيرة‎                        | 4 августа 2014  | 5 августа 2014 | беспартийный       | [ комм. 13 ] | Председатель Палаты представителей араб. رئيس مجلس النواب‎                                                               | [ 18 ] |
| 13     |         | Агила Салех Иса аль-Убейди (1944—) араб. عقيلة صالح عيسى قويدر العبيدي‎          | 5 августа 2014  | 30 марта 2016  | беспартийный       | [ комм. 15 ] | Председатель Палаты представителей араб. رئيس مجلس النواب‎                                                               | [ 28 ] |
| 14     |         | Фаиз Мустафа ас-Сарадж (1960—) араб. فائز مصطفى السراج‎                          | 30 марта 2016   | 10 марта 2021  | беспартийный       | [ комм. 16 ] | Председатель Президентского совета Правительства национального согласия араб. رئيس المجلس الرئاسي لحكومة الوفاق الوطني‎  | [ 22 ] |
| 15     |         | Мухаммед Юнис аль-Манфи (1976—) араб. محمد يونس المنفي‎                          | 10 марта 2021   | действующий    | беспартийный       | [ комм. 17 ] | Председатель Президентского совета Правительства национального единства араб. رئيس المجلس الرئاسي لحكومة الوحدة الوطنية‎ | [ 21 ] |